# Echo (álbum de Tom Petty)
Echo es el décimo álbum de estudio del grupo estadounidense Tom Petty and the Heartbreakers, publicado por la compañía discográfica Warner Bros. Records en abril de 1999. El álbum, que alcanzó el puesto diez en la lista estadounidense Billboard 200, supuso la última colaboración del grupo con el productor musical Rick Rubin, así como el último con la colaboración del bajista y vocalista Howie Epstein, que murió a causa de una sobredosis de heroína en 2003. Echo fue certificado como disco de oro por la RIAA en julio de 1999 tras vender más de medio millón de copias en los Estados Unidos. Es también el único álbum que contiene una contribución vocal de Mike Campbell, en «I Don't Wanna Fight». Un descarte de las sesiones titulado «Sweet William» fue publicado como cara B del sencillo «Room at the Top».
Solo unas pocas canciones de Echo fueron interpretadas durante la gira posterior. El disco fue compuesto en gran parte durante un periodo en el que Petty estaba superando un divorcio doloroso, que influyó la letra de canciones como «Echo» y «Lonesome Sundown» y que fue citado como razón principal para no interpretar las canciones en directo. Sin embargo, «Room at the Top», «Free Girl Now» y «I Don't Wanna Fight» fueron incluidos en el documental High Grass Dogs: Live at the Fillmore, mientras que una versión de «Billy the Kid» apareció en The Live Anthology.

## Lista de canciones
Todas las canciones escritas y compuestas por Tom Petty excepto donde se anota. 
| N.º | Título                         | Escritor(es)  | Duración |  |
| 1.  | «Room at the Top»              |               | 5:00     |  |
| 2.  | «Counting on You»              |               | 4:05     |  |
| 3.  | «Free Girl Now»                |               | 3:30     |  |
| 4.  | «Lonesome Sundown»             |               | 4:32     |  |
| 5.  | «Swingin'»                     |               | 5:30     |  |
| 6.  | «Accused of Love»              |               | 2:45     |  |
| 7.  | «Echo»                         |               | 6:36     |  |
| 8.  | «Won't Last Long»              |               | 4:22     |  |
| 9.  | «Billy the Kid»                |               | 4:08     |  |
| 10. | «I Don't Wanna Fight»          | Mike Campbell | 2:47     |  |
| 11. | «This One's for Me»            |               | 2:42     |  |
| 12. | «No More»                      |               | 3:15     |  |
| 13. | «About to Give Out»            |               | 3:12     |  |
| 14. | «Rhino Skin»                   |               | 3:57     |  |
| 15. | «One More Day, One More Night» |               | 3:37     |  |

## Personal
- Tom Petty: voz, guitarra y armónica
- Mike Campbell: voz, bajo y guitarra
- Benmont Tench: piano, órgano, clavinet y chamberlin
- Howie Epstein: bajo y coros
- Scott Thurston: guitarras y coros
- Steve Ferrone: batería
- Lenny Castro: percusión

## Posición en listas
| País           | Lista                   | Posición |
| -------------- | ----------------------- | -------- |
| Alemania       | Media Control Charts    | 5        |
| Austria        | Austrian Top 75 Albums  | 27       |
| Estados Unidos | Billboard 200           | 10       |
| Nueva Zelanda  | New Zealand Music Chart | 43       |
| Reino Unido    | UK Albums Chart         | 43       |
| Suecia         | Swedish Albums Chart    | 5        |
| Suiza          | Swiss Music Charts      | 39       |

| Sencillo          | País           | Lista                  | Posición |
| ----------------- | -------------- | ---------------------- | -------- |
| «Free Girl Now»   | Estados Unidos | Mainstream Rock Tracks | 5        |
| «Swingin'»        | Estados Unidos | Mainstream Rock Tracks | 17       |
| «Room at the Top» | Estados Unidos | Mainstream Rock Tracks | 19       |